# Gonzalo Lemes
Gonzalo Lemes (Montevideo, 28 de mayo de 1980) es un futbolista uruguayo. Juega de mediocampista en el Treinta y Tres Fútbol Club de la Primera División de Treinta y Tres.

## Selección nacional
Lemes participó del amistoso internacional que disputaron las selecciones de Uruguay y Venezuela en el año 2006, que ganara la primera por 4 a 0.

## Clubes
| Club                       | País    | Año       |
| -------------------------- | ------- | --------- |
| River Plate                | Uruguay | 2000-2003 |
| Central Español            | Uruguay | 2004-2006 |
| Peñarol                    | Uruguay | 2007      |
| Central Español            | Uruguay | 2008      |
| Atenas de San Carlos       | Uruguay | 2009      |
| Miramar Misiones           | Uruguay | 2009-2010 |
| Treinta y Tres Fútbol Club | Uruguay | 2010-     |